# Nik Tominec
Nik Tomince (Lucerna, 26 de marzo de 1991) es un exjugador de balonmano suizo que jugaba de extremo derecho. Su último equipo fue el Kadetten Schaffhausen. Fue un componente de la selección de balonmano de Suiza.
Su primer gran campeonato con la selección fue el Campeonato Europeo de Balonmano Masculino de 2020.

## Palmarés

### Kadetten Schaffhausen
- Liga de balonmano de Suiza (7): 2012, 2014, 2016, 2017, 2019, 2022, 2023
- Copa de Suiza de balonmano (3): 2014, 2016, 2021

## Clubes
| Club                      | País      | Año         |
| ------------------------- | --------- | ----------- |
| RD Koper                  | Eslovenia | 2009 - 2010 |
| RK Maribor Branik         | Eslovenia | 2010 - 2011 |
| Kadetten Schaffhausen     | Suiza     | 2011 - 2023 |
| HC Kriens-Luzern (cedido) | Suiza     | 2014 - 2015 |